# Bella Galil
Sarah Bella Galil (in ebraico בלה גליל‎?, nata Gorenstein; Vienna, 24 agosto 1949) è una biologa marina israeliana, MSc, PhD e curatrice anziana presso l'Università di Tel Aviv, autrice di oltre cinquecento pubblicazioni scientifiche e tra i maggiori studiosi, assieme al connazionale Daniel Golani, della migrazione lessepsiana.
Tra i suoi più specifici campi di interessi vi sono i cambiamenti antropogenici dei macrobenthos nelle acque costiere e profonde, dinamica e conservazione della biodiversità marina, bioinvasioni marine e tassonomia ed ecologia dei crostacei dell'ordine Decapoda.

## Biografia

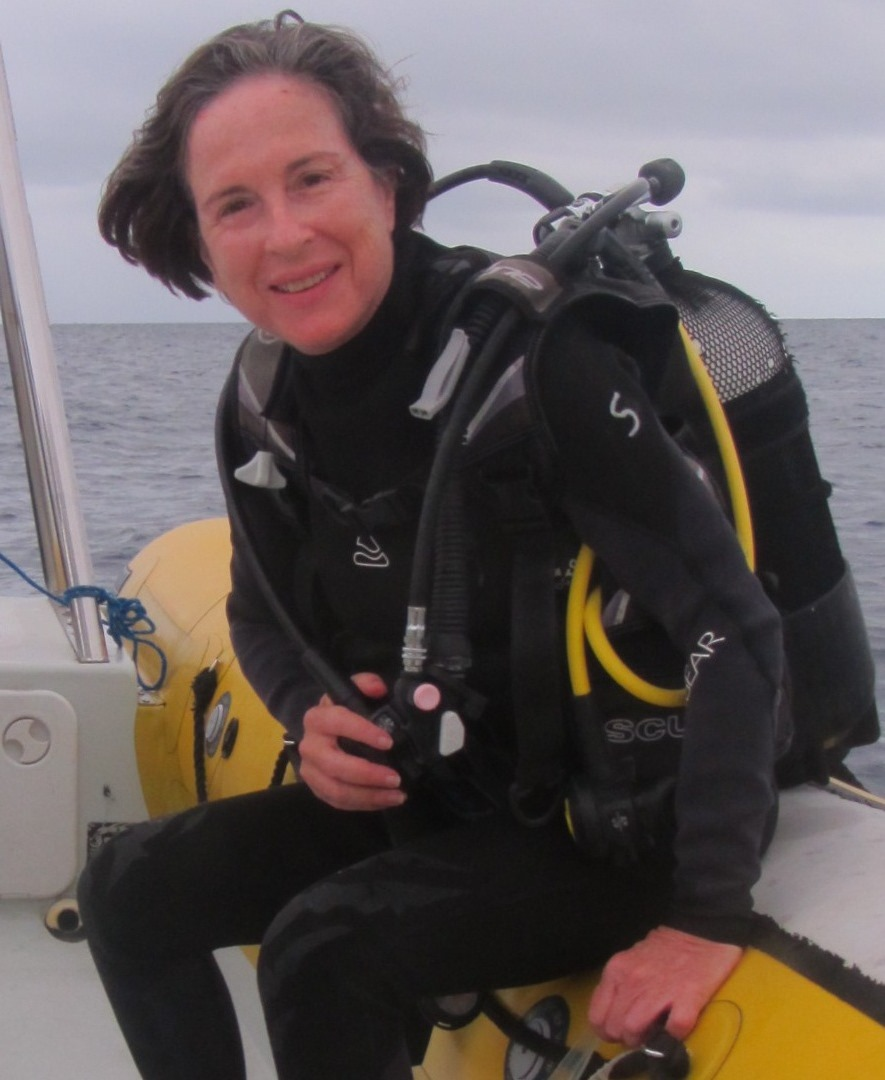
Galil in tenuta da sommozzatore nei pressi dell'atollo di Fakarava, 2015.

Bella Galil nasce a Vienna nel 1949, in una famiglia della comunità ebrea della Capitale austriaca, figlia di Hannah, nata Peterman, e Yosef Gorenstein. A Galil furono dati i nomi delle  nonne, Sarah e Bella, che furono uccise nell'Olocausto. La famiglia emigrò in Israele nel 1952 e visse a Tel Aviv. Qui ha frequentato la Dan State School e il liceo ebraico Herzliya mostrando particolare interesse per la biologia. Ha completato un corso di laurea all'Università di Tel Aviv. Durante questo periodo ha frequentato un corso di immersione subacquea per acque poco profonde all'Aqua Sport Tauchclub Eilat sotto la direzione di Yohanan Shapir, per poi intraprendere immersioni al largo di Eilat e del Sinai, immersioni che l'hanno fatta scoprire e appassionare al mondo sottomarino e alla sua complessa varietà. Galil ha in seguito ottenuto un master e un dottorato di ricerca, basando la sua tesi di laurea sui granchi che vivono nella barriera corallina del golfo di Aqaba.
Durante il periodo di ferma obbligatorio prestò servizio nel Heil HaRfu'a, il corpo di sanità militare delle forze di difesa israeliane.

### Ricerca e insegnamento
Grazie alla sua formazione tassonomica ed ecologica, Galil si è specializzata nella fauna delle profondità del Mar di Levante con l'obiettivo di ampliare la conoscenza degli animali che popolano questo ambiente unico, in particolare per studiare le specie aliene che hanno invaso il Mar Mediterraneo dal Mar Rosso attraverso il canale di Suez e per documentare i cambiamenti negli habitat locali. Galil ha descritto decine di specie. Mentre lavorava presso l'Istituto israeliano per la ricerca marina e lacustre, ha gestito un sistema di monitoraggio e segnalazione per esaminare l'acqua di zavorra delle navi in varie aree. Dopo aver identificato ctenofori invasivi, ha avviato un'indagine annuale sugli sciami di meduse con l'aiuto del pubblico, che ha portato alla scoperta di ulteriori specie invasive.

## Opere
- (EN) F. Briand, CIESM Atlas of Exotic Species in the Mediterranean, Vol.2 - Crustaceans: decapods and stomatopods, Monaco, CIESM Publishers, 2002, ISBN 92-990003-2-8.
- (EN) S. Gollasch, B. S. Galil e A. N. Cohen, Bridging Divides – Maritime Canals as Invasion Corridors, collana Monographiae Biologicae, vol. 83, Springer, 2006, ISBN 978-90-481-7265-8.
- (EN) Invading Nature - Springer Series in Invasion Ecology, Vol.6 - In the Wrong Place – Alien Marine Crustaceans: Distribution, Biology and Impacts, Springer, 2011, ISBN 978-94-007-0590-6.

| Galil è l'abbreviazione standard utilizzata per le specie animali descritte da Bella Galil. Categoria:Taxa classificati da Bella Galil |